# Rédacteur web
 (avril 2014).

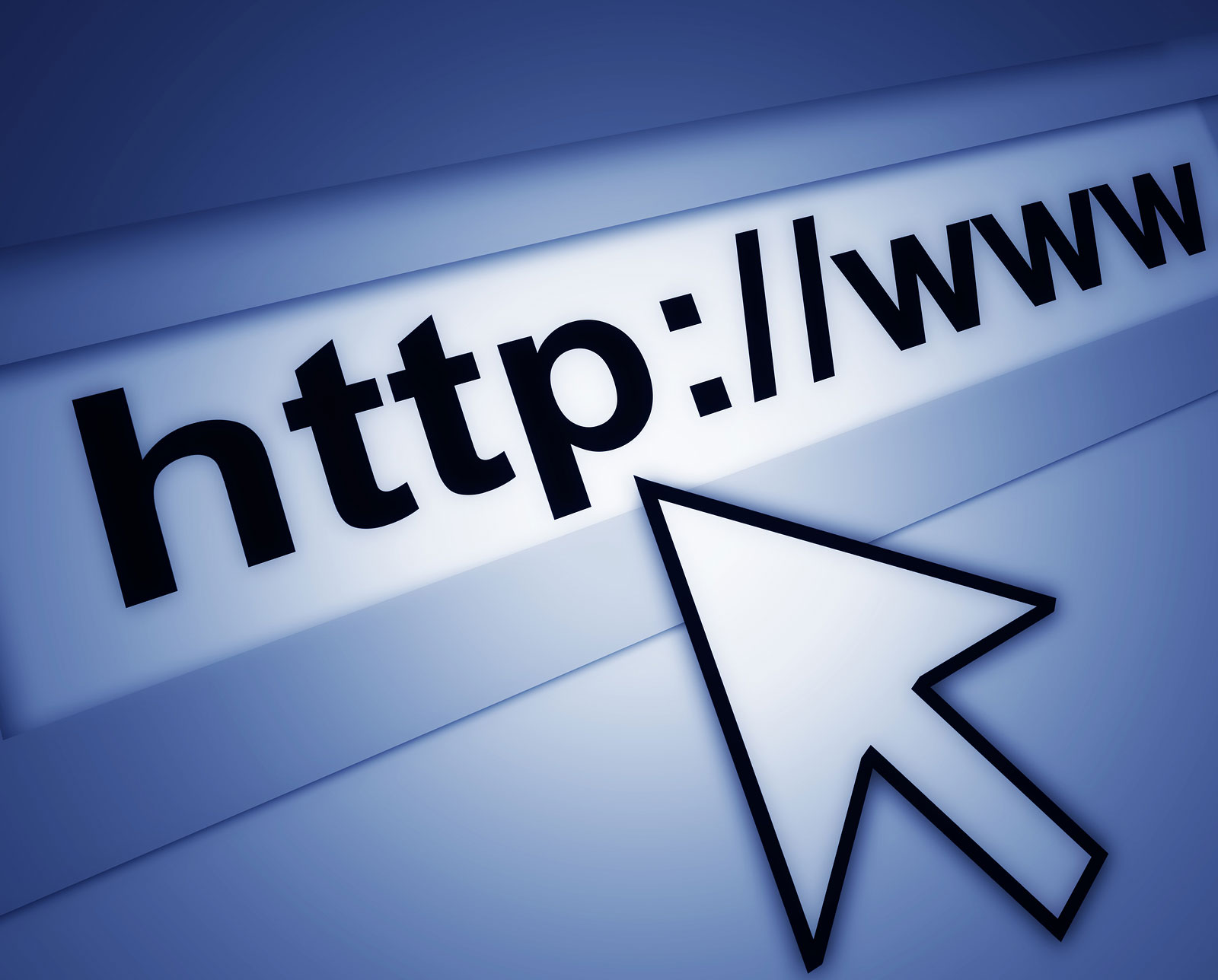
Barre d'adresse web

Le rédacteur web est un métier consistant à produire des contenus rédactionnels adaptés au web. Les règles d'écriture diffèrent de celles de la presse écrite : l'écriture doit être concise, rapidement compréhensible et le style dynamique. Son contenu peut être modifié à n'importe quel moment grâce à un outil de gestion de contenu. Cette écriture doit également prendre en compte la dimension interactive du web avec les commentaires et les liens hypertexte. Elle doit également correspondre aux exigences des moteurs de recherche en prenant compte de la densité de mots-clés. C'est un métier où il faut allier technique et écriture. 
Le rédacteur web peut exercer en externe, dans une agence Web ou en indépendant. Il peut occuper un poste en interne, au sein d'une rédaction spécialisée à cet effet.

## Caractéristiques du métier
Le rédacteur web produit l'intégralité ou une partie des contenus écrits d’un site ou d'une application web. Il applique des techniques d’écriture et de référencement propres au web :
- brièveté ;
- clarté ;
- accroche ;
- intégration de liens et de mots-clés.

Un rédacteur Web freelance a pour but de satisfaire l’intérêt du client, les besoins des internautes et les exigences des moteurs de recherche, notamment en rédigeant selon des techniques dites SEO (Search Engine Optimization).
Il répond aux attentes des internautes en proposant des contenus organisés, clairs et précis. Il s'assure de la bonne navigation à travers le site. Comme pour un lecteur, un auditeur ou un téléspectateur, le rédacteur web passe un contrat implicite avec son audience. En effet, dès les premières lignes, il faut capter l'attention avec une écriture concise et spontanée.
Le rédacteur Web a également à sa charge la mise en place des liens hypertextes et des compléments d’information comme les images ou les vidéos. Il est parfois le lien du service marketing où il peut faire, à travers des articles ou des relais sur les réseaux sociaux, la promotion des partenaires.
Le rédacteur web SEO freelance est capable d'accompagner une entreprise sur l'ensemble de la stratégie de contenu écrit. Pour cela, il prend en compte l'écosystème du site et les enjeux du Web.

## Missions
Le rédacteur web est chargé de la rédaction et de l’intégration des contenus d’un site ou d'une application web. Il doit respecter des contraintes diverses : référencement naturel, charte éditoriale, normes et bonnes pratiques de rédaction web (facilité de lecture et de navigation). Il peut aussi être amené à rechercher et à intégrer des contenus non textuels complémentaires comme des images ou des vidéos.
Le rédacteur web peut être l'auteur de tous les contenus d’un site web, mais il est souvent amené à intervenir sur une partie des contenus lorsque le site est alimenté par plusieurs rédacteurs ou que sa mission concerne l'optimisation de contenus existants en vue de leur adaptation au web. La production de nouveaux contenus peut nécessiter une recherche d’informations ou d’illustrations. Il intègre les contenus textuels et non textuels au site via l'outil d’administration du site qu'on appelle le back-office.
Généralement rattaché au service éditorial ou au service de la communication, le rédacteur web peut assurer lui-même la publication en ligne des contenus qu’il a produits ou les faire valider par le responsable éditorial.
Le rédacteur web peut évoluer vers le poste de :
- responsable éditorial pour superviser le processus d'édition de contenus d'un site ;
- consultant SEO pour améliorer la visibilité d'un site internet et augmenter le trafic organique ;
- copywriter pour rédiger des contenus qui captivent les lecteurs et les font passer à l'action ;
- community manager ou social média manager pour augmenter la visibilité d'une entreprise sur les réseaux sociaux.

## Activités & Tâches
- Veille informationnelle (connaître les sujets à traiter, vérifier la validité des informations, proposer en concertation avec le responsable éditorial des articles qui peuvent être mis en ligne)

- Rédaction des contenus (articles, brèves, dossiers...) en prenant en compte les objectifs de son commanditaire, les bonnes pratiques de rédaction web et le référencement naturel

- Intégration des contenus via le back office ou un système de gestion de contenu (CMS). L'avantage réside dans le fait de pouvoir modifier à sa guise et à n'importe quel moment les articles publiés[3].

## Qualités requises
Pour exercer le métier de rédacteur web, il est essentiel de bien maîtriser la langue utilisée, d'avoir un esprit de synthèse et une bonne culture générale. Le rédacteur doit être capable de rechercher de l'information fiable et vérifiée, et se tenir à jour quant aux évolutions du web. En fonction de son environnement de travail, il est important pour un rédacteur web d'être à l'aise à l'oral pour travailler en équipe ou réaliser des interviews. Le rédacteur web, outre son bon niveau linguistique, utilise des logiciels spécialisés. Un bon rédacteur web n'est pas uniquement quelqu'un qui a des compétences rédactionnelles. C'est aussi un technicien qui doit maîtriser les aspects techniques liés aux langages informatiques servant à créer les contenus.